# Edons
Els edons, edonis o edonesos (grec antic: Ἤδωνες o Ἤδωνοι, llatí: Edones o Edonii) van ser un poble traci. Ocasionalment, els poetes grecs i llatins usaven el seu nom com a metonímia per designar la totalitat de la nació dels tracis.
Segons Tucídides, els edons de Tràcia vivien a la dreta del riu Estrímon fins a Migdònia, però en van ser foragitats pels reis temènides de Macedònia. Es traslladaren a l'est, i habitaren la contrada posteriorment coneguda com a Edònida, a l'esquerra de l'Estrímon, fins al riu Nestos. En aquesta zona, rica en mines d'or i plata, rivalitzaren amb els grecs de Tasos i, posteriorment, amb els atenesos, que guerrejaren amb els edons per la fundació d'Amfípolis. A Dàton o a Drabesc morí el general atenès Sòfanes en una batalla amb els edons.
Entre les ciutats dels edons hi havia Fagres, Drabesc i Pèrgam, en el seu territori s'hi establiren colònies gregues com Amfípolis, Eíon o Mircinos. Els edons van ser inclosos a la Província romana de Macedònia l'any 167 aC, segons Titus Livi.
Un personatge destacat d'aquest poble va ser el rei Geta, que residia segurament a Drabesc i explotava les mines del país. Licurg, fill de Driant, va ser un mític rei dels edons, castigat per Dionís quan no va permetre el seu culte.
Les monedes dels edons (un sàtir portant una nimfa) són semblants a les dels oresquis, que probablement eren els seus veïns. Els sàtirs apareixen a les monedes simbolitzant als satres de la llegenda de Dionís, que era adorat a les muntanyes del Pangèon i l'Orbelos.